# Curitibanos
Curitibanos es un municipio brasileño del estado de Santa Catarina. Tiene una población estimada al 2021 de 40 037 habitantes.

## Toponimia
En 1679, el bandeirante de Curitiba Guilherme Dias Cortes recorrió la región sur y nombró algunos lugares. De la actual localidad la llamó "Dos Curitibanos", "Campo dos Curitibanos" y "Pouso dos Curitibanos".
El 22 de marzo de 1824, pasó a llamarse "Freguesia de Nossa Senhora dos Curitibanos". El 11 de junio de 1869 fue creado el municipio de Curitibanos, emancipándose de Lages, y se le otorgó el título de ciudad el 31 de marzo de 1938.

## Historia
Antes de la colonización, la localidad estaba habitada por los cáingang y los guaraníes. El sargento mayor Francisco de Sousa e Faria fue ordenado a construir la Ruta del ganado. Sus trabajos comenzaron en febrero de 1728, comenzando en Araranguá hasta Curitiba, esta ruta se terminó en 1730. Alrededor del 1732, el tropeiro Cristóvão Pereira de Abre creó otra ruta desde el actual Bom Jardim, pasando por São Joaquim y Lages, regresando a la ruta original en Ponte Alta. Esta ruta sirvió como conexión en el entonces "Entreposto de Nossa Senhora da Conceição dos Curitibanos".
El 26 de septiembre de 1914, durante la Guerra del Contestado, un grupo de Jagunços atacaron y prendieron fuego al entonces distrito.